# 九龍巴士66M線
九龍巴士66M線是香港新界的一條巴士路線，來往屯門（大興邨）及荃灣（如心廣場），接載屯門居民來往荃灣站或荃灣西站，接駁荃灣綫或屯馬綫往返市區。

## 歷史
- 1980年5月6日：66M線開辦，提供大興邨、山景邨、屯門工業區、屯門新墟及屯門市中心來往地鐵站的接駁巴士服務，取代第1代66線（大興至荔枝角橋底，現稱美孚）的服務，當時以旺角地鐵站為總站。
- 1982年5月16日：配合荃灣綫全線通車而縮短至荃灣地鐵站（現稱荃灣鐵路站），來往葵涌及市區的服務由 66 號線延長路線及擴展至每天全日服務取代。
- 1993年2月15日：66P線開辦，並與66M提供聯合班次。
- 1995年1月28日：九巴增設空調巴士於本線及66P線行走。
- 2003年1月18日：與66P一同改為全線空調服務。
- 2005年2月26日：本線來回程加停屯門市中心，令屯門市中心有更直接巴士服務往來荃灣。
- 2010年3月14日：屯門站公共運輸交匯處啟用，本線來回程取消仁政街及天主教小學分站
- 2013年1月26日：本線往荃灣方向加停屯門公路巴士轉乘站，並增設本線轉乘60X、61X、259D、260X、263線往九龍／沙田方向的優惠。
- 2013年3月17日 ：九巴調整收費
- 2013年5月25日：本線往荃灣方向，於屯門公路巴士轉乘站並增設本線互轉其他短線往荃灣／葵涌／青衣方向的優惠。
- 2013年7月27日：本線往屯門方向加停屯門公路巴士轉乘站，並增設本線互轉其他短線／長線的優惠。
- 2013年9月28日：加密班次，以配合66線取消，另增設本線互轉960/961系列路線的優惠。
- 2013年10月5日：增設本線互轉59X、67X、258D線的優惠。
- 2014年10月11日：本線與66P合併，來回程改經皇珠路及青雲路，不再駛經屯門市中心及屯門站，同時取消66P線（與此同時九巴60M線配合延長至屯門站）。
- 2015年6月27日：增設到站時間預報。[4]
- 2022年6月26日：荃灣總站延長至荃灣（如心廣場），往荃灣方向按原有路線駛至青山公路–荃灣段後，經西樓角路東行及大河道南行前往如心廣場；由如心廣場開出之班次，則沿大河道北行及西樓角路西行，返回荃灣站及原有路線，往荃灣方向原設於荃灣站公共運輸交匯處內的巴士站遷移至西樓角路「荃灣站」站，同時來回程加設大河道「大河道」站。[5]。

## 服務時間及班次
| 屯門（大興邨）開 | 屯門（大興邨）開 | 屯門（大興邨）開 | 荃灣（如心廣場）開 | 荃灣（如心廣場）開 | 荃灣（如心廣場）開 |
| 日期             | 服務時間         | 班次（分鐘）     | 日期               | 服務時間           | 班次（分鐘）       |
| ---------------- | ---------------- | ---------------- | ------------------ | ------------------ | ------------------ |
| 星期一至五       | 05:40-06:40      | 20               | 星期一至五         | 06:20              | 06:20              |
| 星期一至五       | 06:40-09:10      | 15               | 星期一至五         | 06:45-08:45        | 20                 |
| 星期一至五       | 09:10-10:10      | 20               | 星期一至五         | 08:45-15:00        | 25                 |
| 星期一至五       | 10:10-16:00      | 25               | 星期一至五         | 15:00-18:00        | 20                 |
| 星期一至五       | 16:00-19:20      | 20               | 星期一至五         | 18:00-19:00        | 15                 |
| 星期一至五       | 19:20-23:30      | 25               | 星期一至五         | 19:00-21:00        | 20                 |
| 星期六           | 05:40-07:00      | 20               | 星期一至五         | 21:00-00:20        | 25                 |
| 星期六           | 07:00-08:00      | 15               | 星期六             | 06:20-09:40        | 25                 |
| 星期六           | 08:00-19:20      | 20               | 星期六             | 09:40-21:00        | 20                 |
| 星期六           | 19:20-23:30      | 25               | 星期六             | 21:00-00:20        | 25                 |
| 星期日及公眾假期 | 05:40-09:00      | 25               | 星期日及公眾假期   | 06:20-09:40        | 25                 |
| 星期日及公眾假期 | 09:00-19:20      | 20               | 星期日及公眾假期   | 09:40-21:00        | 20                 |
| 星期日及公眾假期 | 19:20-23:30      | 25               | 星期日及公眾假期   | 21:00-00:20        | 25                 |

## 收費
全程：$9.6
- 屯門（大興邨）往青雲站或之前：$5.1
- 荃景圍天橋往荃灣（如心廣場）：$4.9
- 青雲站往屯門（大興邨）：$5.1

| - 本線設有12歲以下小童及65歲或以上長者半價優惠。 - 65歲或以上香港居民使用「樂悠咭」，以及12歲以下合資格殘疾兒童使用「殘疾人士身份」個人八達通繳付車資，均可享有每程$2.0或半價（以較低者為準）的票價優惠；12至64歲合資格殘疾人士使用「殘疾人士身份」個人八達通（包括「樂悠咭」），以及60至64歲香港居民使用「樂悠咭」繳付車資，均可享有每程$2.0或全費（以較低者為準）的票價優惠。 - 65歲或以上長者如使用長者或一般個人八達通繳付車資，則只可享有半價優惠；12至64歲合資格殘疾人士如不使用「殘疾人士身份」個人八達通，以及60至64歲人士如不使用「樂悠咭」繳付車資，必須繳付全費。 - 乘客可以現金或八達通於上車時付款，不設找續。 - 每位成人乘客可免費攜帶最多兩名4歲以下而不佔座位的兒童乘客乘車，超額之4歲以下小童必須繳付小童車費乘車。 - 持有「九巴月票」之乘客在車票有效期內，每日可享最多10程任何九龍巴士及龍運巴士路線（包括本路線，以及聯營路線的九龍巴士／龍運巴士提供的班次；惟乘搭機場「A」及「NA」線則可享原價二七折優惠（不會計算每天10次合資格車程））；而B1線則每日可享最多各2程（不會計算每天10次合資格車程）。 - 九龍巴士、城巴、龍運巴士及陽光巴士全職員工及家屬（不包括外判職員）可免費乘搭本路線，惟必須拍職員或職員家屬八達通。 - 乘客亦可透過多元化電子支付系統（e度嘟）繳付車資，包括使用非接觸式VISA卡、JCB卡、萬事達卡、銀聯卡、美國運通、大來國際、Discover Card、Apple Pay、Google Pay、Samsung Pay、AlipayHK「易乘碼」、支付寶、WeChatHK／微信支付「搭車碼」、銀聯雲閃付「乘車碼」及BOC Pay「乘車碼」。乘客使用此付款方式，使用此支付方式的乘客可享有中途下車之分段收費，以及與其他九巴／龍運獨營路線或聯營線九巴／龍運班次之轉乘優惠，惟不適用於與非九巴／龍運路線之轉乘優惠，亦不能享有「公共交通費用補貼計劃」及「長者及合資格殘疾人士公共交通票價優惠計劃」。 - 帶粗體字者為雙向分段收費，乘客必須使用八達通（九巴月票除外）上車拍卡繳費，並於下車前後於指定巴士站裝設拍卡機確認八達通，方可享有分段收費優惠。 |

### 八達通轉乘優惠
乘客登上66M線後150分鐘內以同一張八達通卡轉乘以下路線，或從以下路線登車後150分鐘內以同一張八達通卡轉乘66M線，次程可獲$4.2車資折扣優惠：
66M←→荃灣／葵青路線
- 66M往荃灣（如心廣場） → 31往石籬、36往梨木樹、235往安蔭或238M往海濱花園
- 31往荃灣西站、36往荃灣西站、235往荃灣或238M往荃灣站 → 66M往大興

66M←→城門隧道路線
- 66M往荃灣（如心廣場） → 40X、43X/43P、46X/46P、48X、49X、73X或278X往沙田／大埔／北區
- 40X、43X/43P、46X/46P、48X、49X、73X或278X/278P往荃灣／葵青／美孚 →  66M往大興

## 使用車輛
本線開辦初期，和其他屯門的對外路線一樣，都是採用利蘭勝利二型行駛，到了1980年代末才加入11米利蘭奧林比安行駛，當中有7輛配康明斯引擎的利蘭奧林比安。本線空調化初期，都是採用利蘭奧林比安及丹尼士巨龍行駛的。2001年Neoplan Centroliner取代利蘭奧林比安空調巴士。在西鐵綫和3號幹線通車前，本線的車隊數目曾多達15輛，自從西鐵綫於2003年聖誕前通車，本線的車隊數目急劇下跌，進一步令本線的客量流失。2011年12月，其中一部Neoplan Centroliner 被調走，一度改派一部配備歐盟五型環保引擎的12米MCV Evolution車身富豪B7RLE低地台單層空調巴士，一度令本線成為首條及目前唯一一條採用該款單層巴士行走屯門公路的日間巴士路線，其後該輛單層巴士於2012年中被調往66線。66取消後便被調回本線。
現時本線共獲派7輛猛獅A95 12米（AMNF），均屬屯門車廠。
| 車隊編號 | 車牌   |
| -------- | ------ |
| AMNF1    | UJ5790 |
| AMNF2    | UJ6029 |
| AMNF6    | UL 427 |
| AMNF15   | UL4524 |
| AMNF17   | UM2075 |
| AMNF19   | UM6122 |
| AMNF20   | UM7866 |

## 行車路線

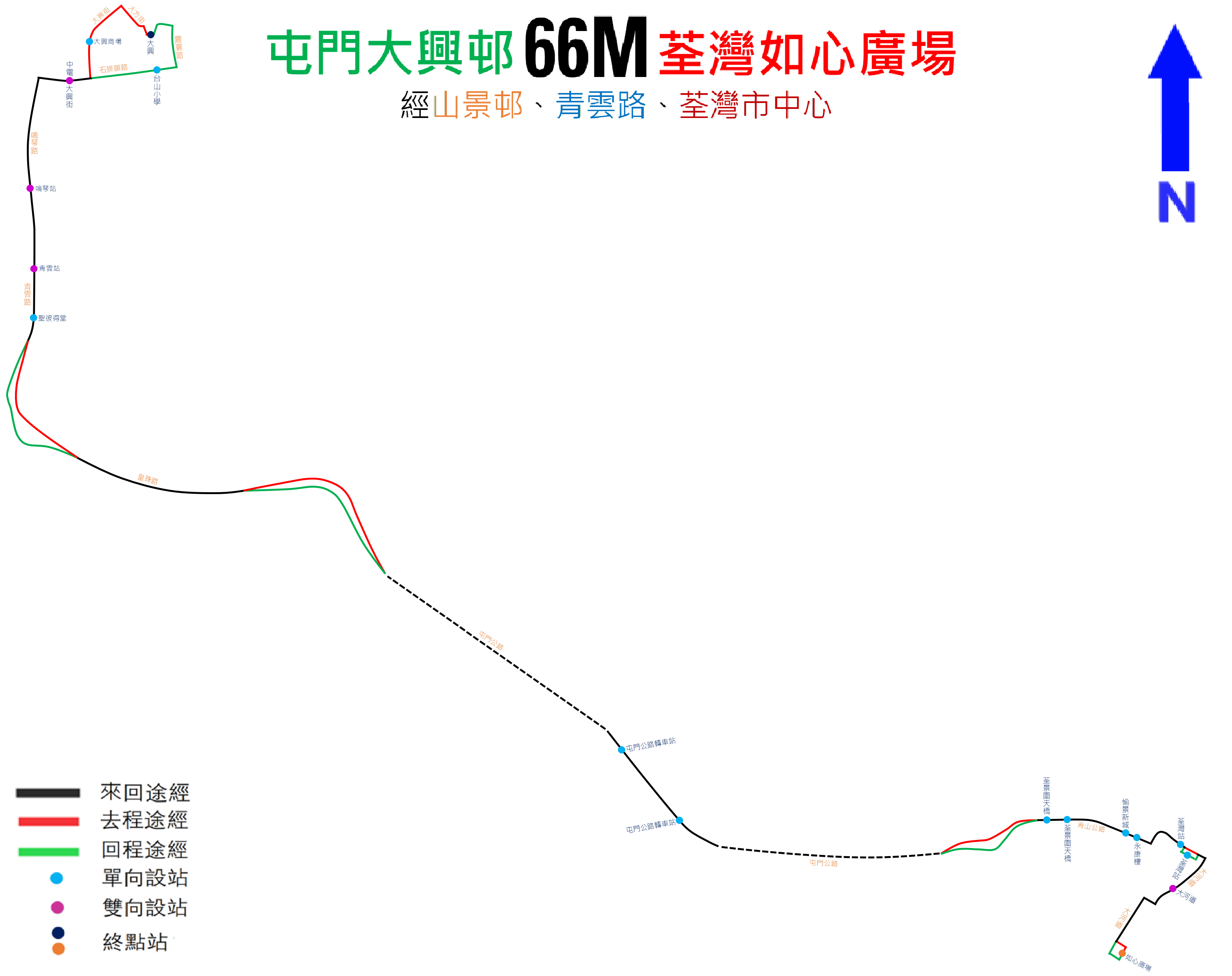
66M線的走線圖

屯門（大興邨）開經：大方街、大興街、石排頭路、鳴琴路、皇珠路、屯門公路、屯門公路巴士轉乘站、屯門公路、青山公路－荃灣段、西樓角路及大河道。
荃灣（如心廣場）開經：大河道、西樓角路、荃灣站公共運輸交匯處、 西樓角路、青山公路－荃灣段、屯門公路、屯門公路巴士轉乘站、屯門公路、皇珠路、鳴琴路、石排頭路、震寰路及大方街。
具體停站請參考資訊框

## 客量
本線途經屯門工業區，繁忙時間有很多荃灣區居民及接駁港鐵荃灣綫的市民前往屯門工業區上班，而居住在大興及山景的居民，大部份是前往荃灣上班。
自1990年代起，本線在新墟內的行車路線隨著多次更改而日漸迂迴（當時大興邨區議員一直要求本線不經新墟，多番爭取卻還是失敗），令山景邨及大興邨的乘客卻步，他們寧願改搭車程較快較直接的57M或58M線來往荃灣，而前往香港島的市民則改乘過海隧道巴士960線和961線等直接過海，再加上大興邨居民平均年齡漸高，導致該屋邨的巴士服務需求下降，因此非繁忙時間客量偏低，令本線班次於2003年起逐漸疏落，九巴甚至於2001年3月計劃在2004年5月把258D提升至全日服務時永久取消本路線，不過被屯門居民因車費問題（雖然66可到荃灣，但車費遠比本線昂貴，而且66的非空調巴士的收費比本線還要高）強烈反對，本線得以保留，但當時九巴基本上已對本線採取放棄態度。2011年12月將其中1輛用車改為單層巴士行駛，以節省資源。
不過57M班次比本線稀疏，而且山景乘客多是等候57M線時剛巧碰見本線到站才登車，直至2005年2月26日起，來回程加停屯門市中心，對此有一定幫助。事實上，雖然58M、60M可以來往荃灣至屯門市中心，由於58M線比本線昂貴，加上60M要經屯門大會堂、安定、友愛和海典軒等地，本路線直接來往市中心及屯門公路，而且比港鐵西鐵綫方便，故仍吸引喜歡搭一定要搭平車居民乘搭本線。
本線由2014年秋季起不再繞經屯門站及屯門市中心，改經青雲路往來（66P全日化），以加快車程。本線改道後，雖然絕大部分走線與57M線的服務範圍重疊，但由於本線以荃灣區為總站，車費較57M線便宜1元，因此成功吸引來往荃灣的客源，令本線客量有所上升。
現時，本路線的主要客源如下：
- 往市區上班的大興邨及山景邨居民（部分乘客利用屯門公路轉車站轉乘其他路線前往）
- 在屯門工業區上班及往屯門IVE上學的荃灣/葵青/沙田區居民（利用轉乘優惠）

## 重大事故
1981年8月23日屯門公路救護車爆炸事故：當晚一輛救護車（編號A213）在屯門公路深井段撞毀中央的防撞欄後，越過反方向行車線，與一輛往大興邨的九巴66M線利蘭勝利二型雙層巴士（編號G94/CC5478）相撞，兩車相撞後發生爆炸及猛烈焚燒，救護車上除了一名救護員因撞車時被拋出車外僥倖生還外，其餘3名救護員及病人當場死亡，巴士上亦有29人受傷相關新聞片段 （页面存档备份，存于）。

## 外部連結
- 九巴66M線—九龍巴士 （页面存档备份，存于）